# أبو الخير نجيب
أحمد أبو الخير حافظ نجيب (1913 - 7 أبريل 1983) صحفي مصري، عمل كصحفي في جريدة الأهرام حتى عام 1949، وأصدر مجلة «الجمهور المصري» في الفترة من 1951 حتى 1954م ورأس تحريرها، وفي عام 1948 كان رئيساً لتحرير جريدة «النداء»، كما أصدر «مسامرات الجيب» التي كان يكتب فيها يوسف السباعي.
أشتهر بكونه صحفي معارض مما عرضه كثيراً للاعتقالات، أولها حينما أنتقد الملك فاروق وأعتقل ولكن افرج عنه، كذلك في عام 1951 حينما نشر في جريدة الجمهور المصري بضرورة قتال الإنجليز الذي أعتبر وجودهم بمصر غير شرعي بعد إلغاء معاهدة 1936 مما دفع بريطانيا لتوجيه احتجاج عبر سفيرها بمصر وطلبت بمحاكمته بتهمة التحريض على القتل، ولكن النيابة لاحقاً حفظت التحقيق.
قُبض عليه من قبل مجلس قيادة الثورة بسبب انتقاداته اللاذعة، وهو صاحب المقولة الشهيرة «طردنا ملكًا واستبدلنا به عشرة ملوك» والتي نشرها كعنوان لمقالته والتي كتبها بعد إعلان الجمهوري في 1953، وعقب خلع الرئيس محمد نجيب وتولى ناصر الحكم كان أبو الخير نجيب مؤيدًا لموقف نجيب وقال بأن على الضباط العودة إلى ثكناتهم، وبسبب كتباته قدم للمحاكمة بتهمة الخيانة والاتصال بجهات أجنبية والتحريض على التمرد والعصيان، وحكمت عليه المحكمة بالإعدام قبل أن يخفف الحكم إلى السجن المؤبد 25 عاماً وأمر الرئيس السادات بالإفراج عنه في عام 1981م لأسباب صحية.
في 7 أبريل عام 1983 وافته المنية بعد أن صدمته سيارة مسرعة بجوار مبنى نقابة الصحفيين.

## حياته
ولد أحمد أبو الخير نجيب عام 1913، والده هو المؤلف الشهير حافظ نجيب الذي أشتهر بالأديب المحتال، أتم دراسته وعمل بجريدة الأهرام كمحرر، وعندما ذهب لمقابلة إسماعيل صدقي رئيس الوزراء طالت فترة الانتظار طويلاً وكان فوق احتماله وعاد بعدها للجريدة وقدم استقالته والذي أعتبر ذلك إهانة واضحة، وانعقد مجلس إدارة الأهرام وانتهى بعدم نشر أي شئ أو أي خبر أو أي صورة أو أي تعليق أو أي مقال عن إسماعيل صدقى، واستمر ذلك شهراً كاملاً مما أفقد رئيس الوزراء الصبر واضطره للذهاب للأهرام" ليعتذر لـ"أبو الخير نجيب".
وفي عام 1948، كان أبو الخير نجيب رئيساً لتحرير جريدة «النداء» التي أصدرها يس سراج الدين.

في 6 يناير 1948 كتب أبو الخير نجيب مقاله الأسبوعي بالأهرام تحت عنوان (التيجان الهاوية) تعليقا على خبر نشرته جريدة الأهرام قالت فيه: إن ميهايل ملك رومانيا قد تنازل عن العرش، كتب أبو الخير نجيب يوجه رسالة مباشرة إلى الملك فاروق قال فيها:-
| أبو الخير نجيب | ما قصة الملك ميشيل إلا قصة كل ملك مغامر لا يعرف لنفسه حدودا ولا يقنع بالقداسة تحوط شعبه فيأبى إلا أن يخوض معارك السياسة المحلية ويقحم نفسه فيما ليس من اختصاصه وبذلك يهوى نفسه إلى مستوى المسئولية، ومتى هبط ملك بنفسه إلى هذا المستوى فإنه يفقد الحصانة ويصبح رجلا عاديا يجرى عليه ما يجرى على رجال السياسة ورجل الشارع سواءا بسواء. | أبو الخير نجيب |

اهتزت الجهات المسئولة لهذا المقال وعلى رأسها الملك فاروق وطلب استدعاء أبو الخير نجيب وقام البوليس بمصادرة نسخ جريدة النداء، وعرض أبو الخير على نيابة الصحافة وتم حبسه ثم أفرج القضاء عنه لكن السلطات لم تفرج عنه حتى تدخل النقراشي باشا وهدد وزير العدل بالاستقالة فأفرج عنه، وهدد النقراشى القصر بأنه لو لم تحل مشكلة أبو الخير نجيب ويتم الإفراج عنه فسوف تقدم الحكومة استقالتها.
ولما استدعى النائب العام أبو الخير من الحبس وقال له: لقد قررنا الإفراج عنك بلا ضمان بشرط أن تعدنى وعد شرف بوقف نشر مقالات فيها هذه الحدة فرد عليه أبو الخير أنه لا يقبل المساومة على حريته، وبعد ذلك قام بإصدار جريدة الجمهور المصري.

## بعد ثورة يوليو
يعد أبو الخير نجيب أحد الصحفيين الذين ساهموا في تعزيز فكرة ثورة 1952 من خلال كتاباتهم اللاذعة ضد الملك والاستعمار والإقطاعية وفساد الحياة السياسة، وحتى بعد قيام الثورة استمر قام أبو الخير نجيب بمهاجمة الفساد وظلت مقالاته النارية في نقد السلبيات وطالب باحترام حرية الصحافة وسيادة القانون، ولما حدثت أزمة مارس بين محمد نجيب والضباط الأحرار طالب أبوالخير بـ «عودة الضباط لثكناتهم وترك الحكم للشعب». بعدها تم تقديم أبو الخير للمحاكمة العسكرية التي اتهمته بـ«الخيانة» وكان نص الاتهام:
| أبو الخير نجيب | "فى غضون سنة 1953 اتصل بجهات أجنبية تعمل ضد النظام الاجتماعي والسياسي القائم في البلاد بقصد معاونتها على تحقيق أهدافها. وفى غضون سنة 1953-1954 عمد إلى الاتصال بطوائف العمال والطلبة وتحريضهم على التمرد والعصيان وامتهن الصحافة ولا يلتزم دستورها وأهدافها القومية." | أبو الخير نجيب |

حكم على أبو الخير نجيب بالإعدام لكن خفف الحكم الي الأشغال الشاقة المؤبدة والتجريد من شرف المواطن. وقضى أبو الخير 19 سنة في السجن، خرج بعدها بإفراج صحى بأمر من السادات.

## وفاته
في 7 أبريل عام 1983، وعقب خروجه من مبنى نقابة الصحفيين متجهاً لمنزله، واثناء عبوره الطريق صدمته سيارة مسرعة ومات على الفور.

## كتبه
- «الحكومات البوليسية»، بيروت: دار الإرشاد، 1971.

## ذكراه
وفي عام 1986، تم إنتاج فيلم (الهروب من الخانكة) بطولة فريد شوقي ومن إنتاج ماجدة الخطيب والذي كان مستوحى من قصة الصحفي أبو الخير نجيب، والذي يحكي في طفرة ما بعد ثورة يوليو عن قصة صحفية تم القبض عليها وأخيها بتهمة الاتجار في الهيروين والحكم عليهم ب 25 سنة، وبسبب الجرأة السياسية للفيلم تم منعه من العرض.